# Risca East
Risca East är en community i Caerphilly i Wales. Den  har 6 464 invånare (2011). Communityn utgör en del av orten Risca.